# Вульфен (Остернинбургер)
Вульфен (нем. Wulfen) — деревня в Германии, в земле Саксония-Анхальт, входит в район Анхальт-Биттерфельд в составе коммуны Остернинбургер.
Население составляет 1063 человек (на 31 декабря 2013 года). Занимает площадь 10,67 км².

## История
Первое упоминание о поселение относится к 995 году.
1 января 2010 года, после проведённых реформ, Вульфен вошёл в состав новой коммуны Остернинбургер.

## Галерея

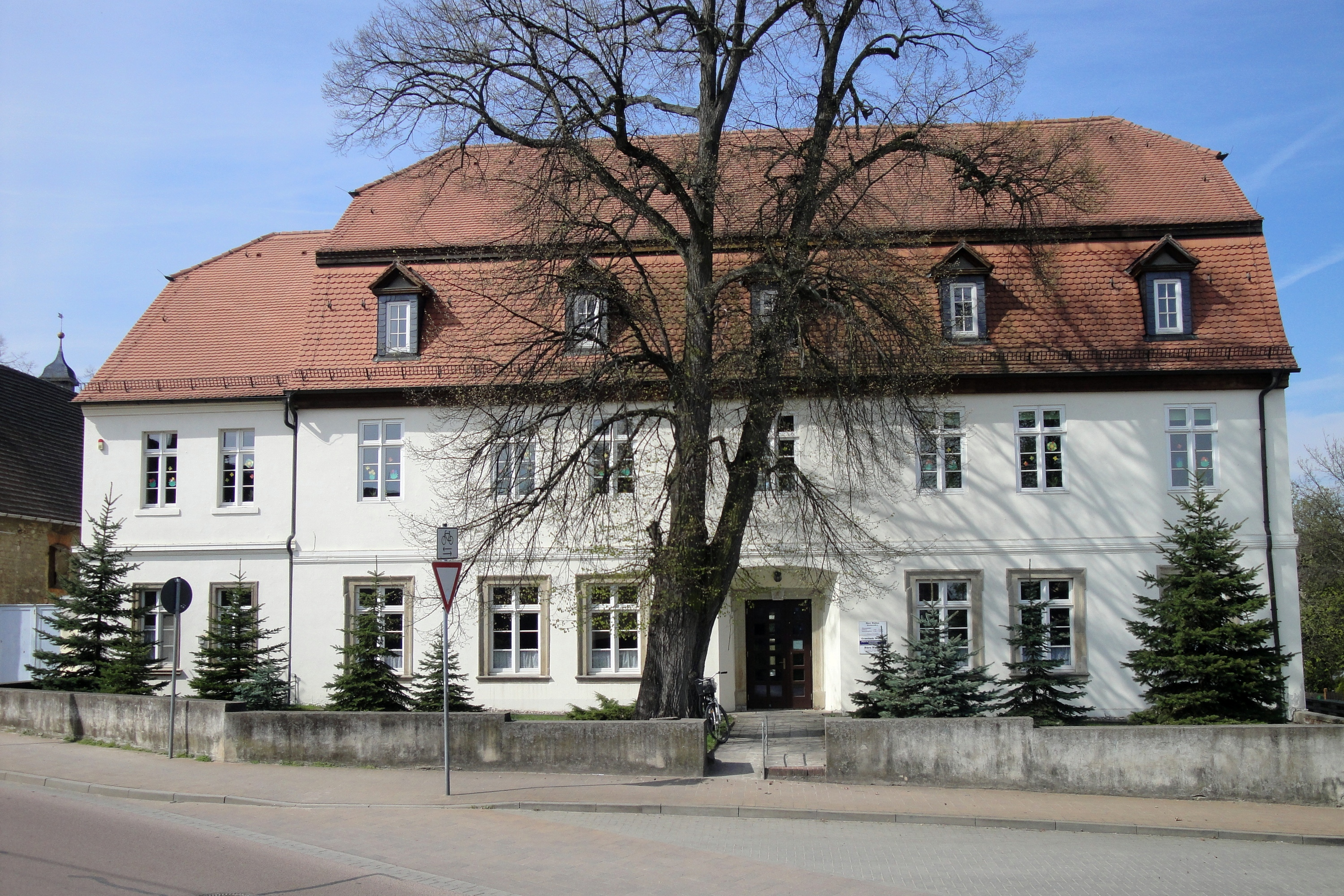
Здание администрации
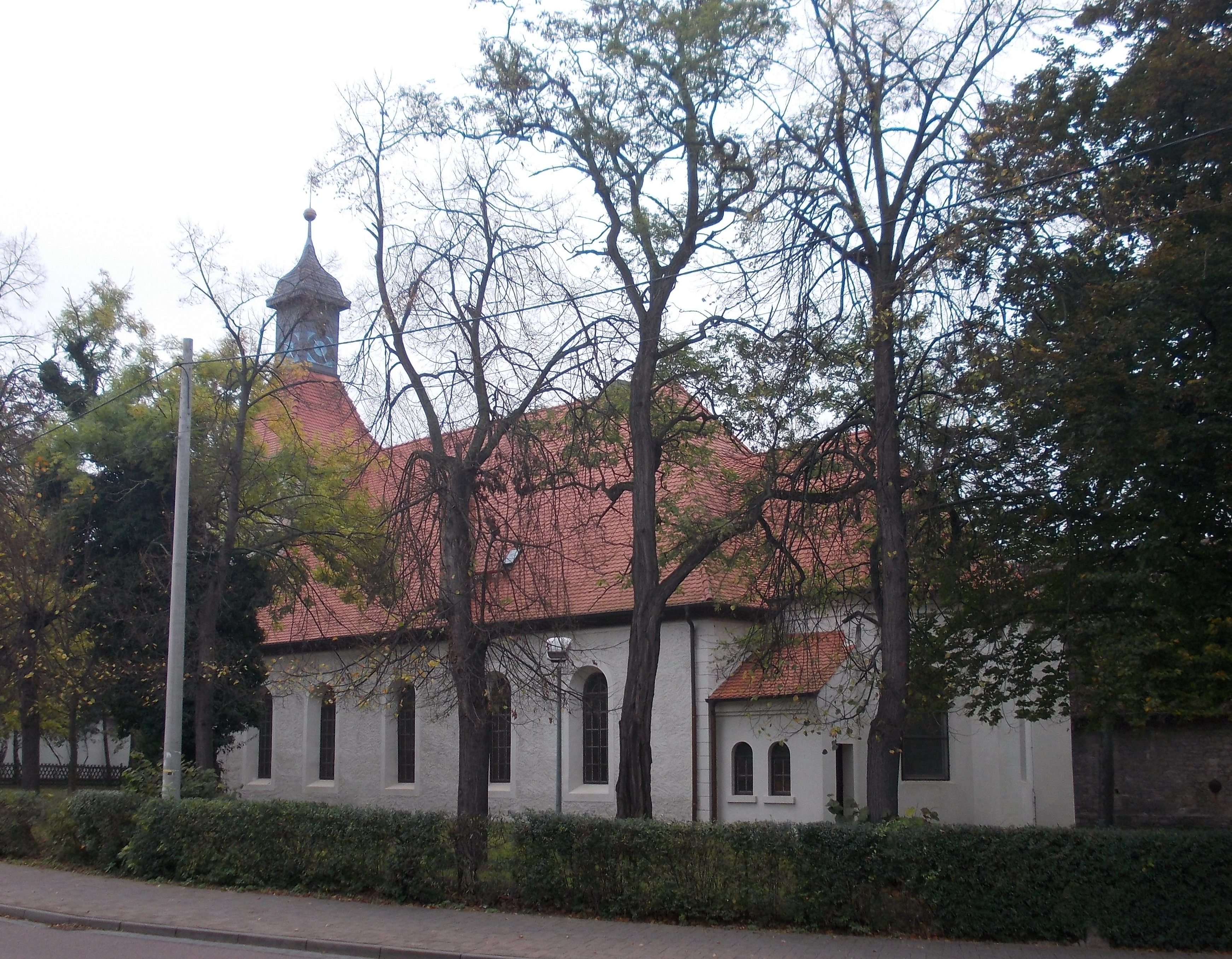
Церковь в Вульфене
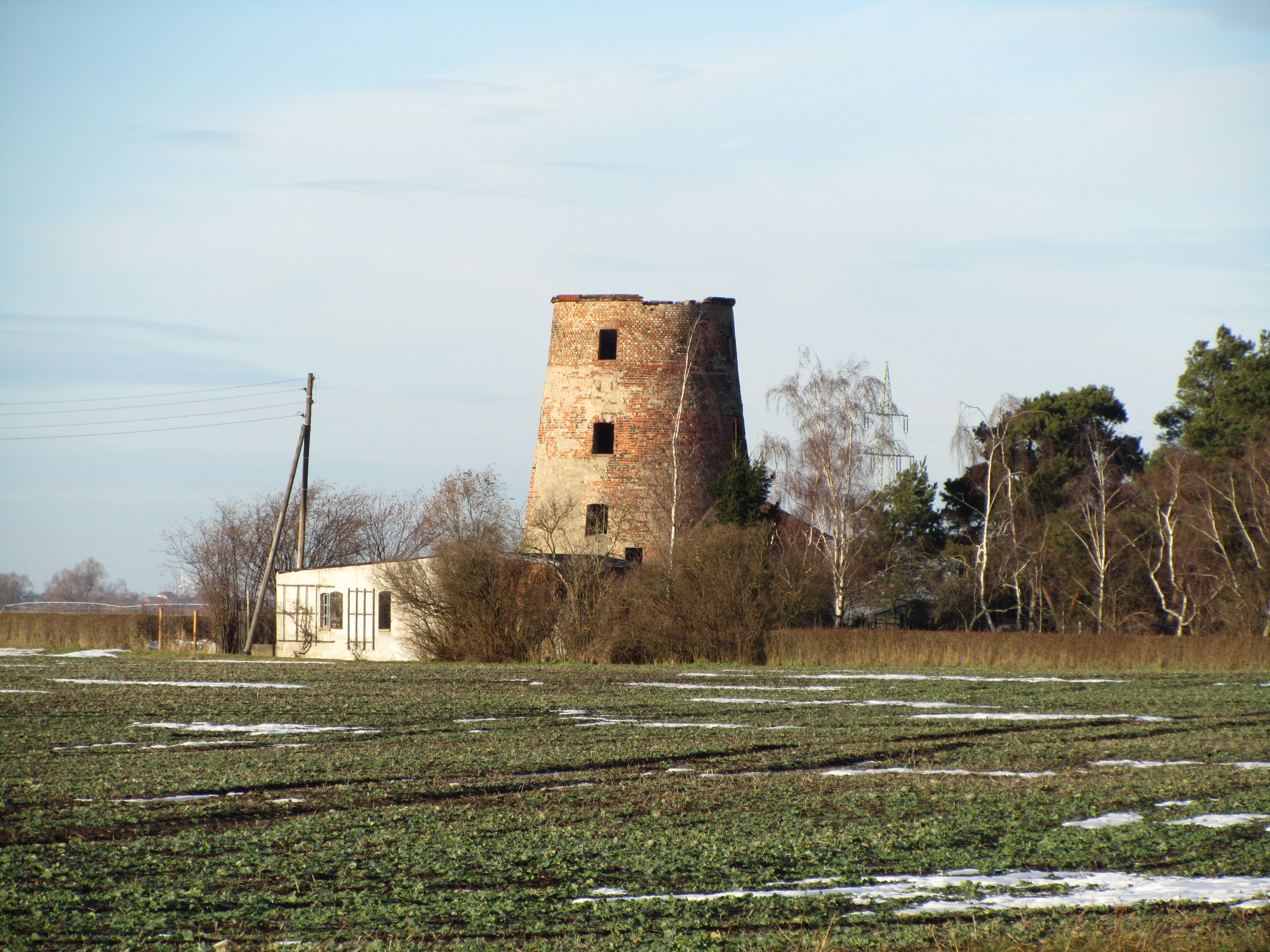
Развалины ветряной мельницы
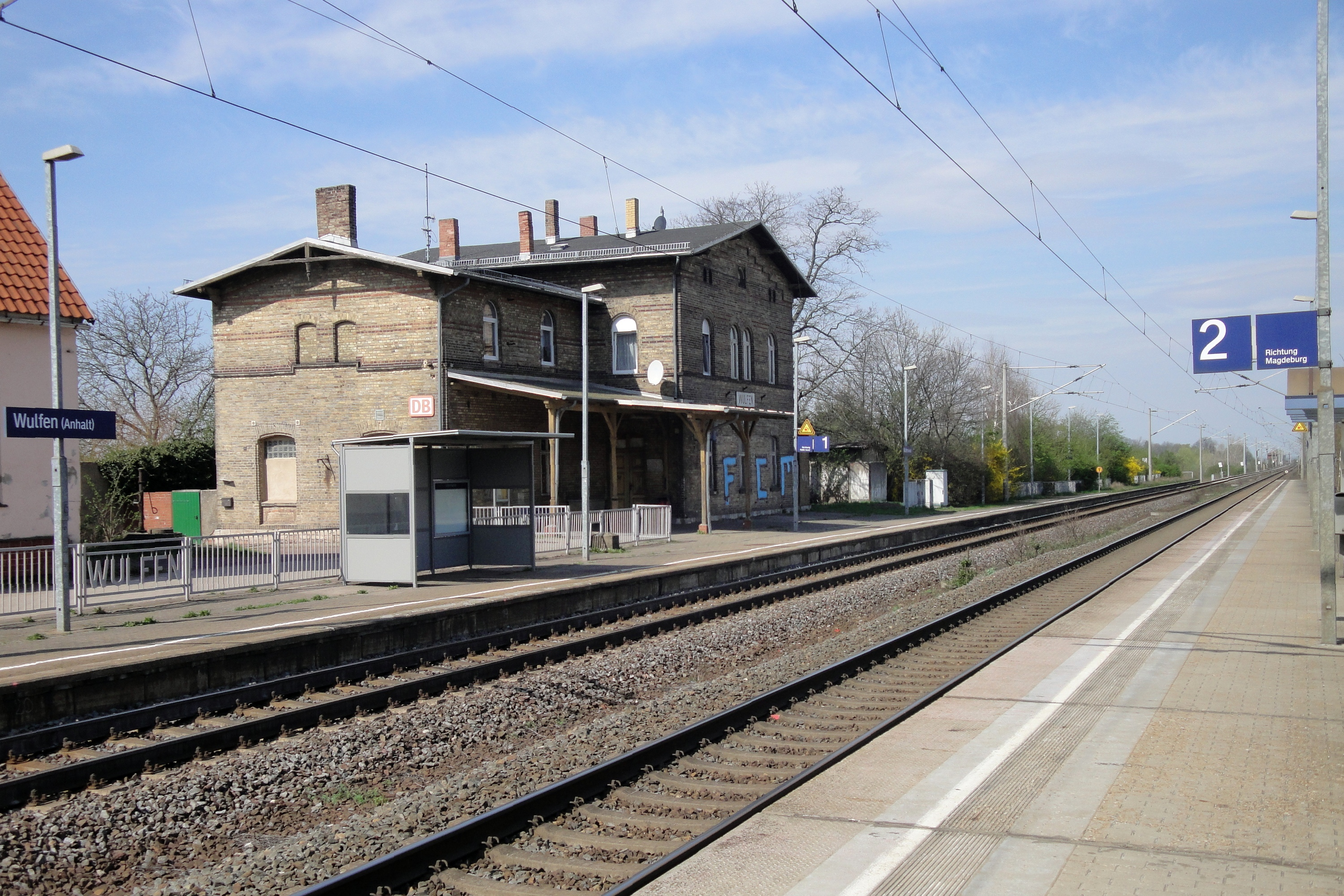
Ж/д вокзал Вульфена